# Município de Union (condado de Belmont, Ohio)
O município de Union (em inglês: Union Township) é um município localizado no condado de Belmont no estado estadounidense de Ohio. No ano de 2010 tinha uma população de 2.295 habitantes e uma densidade populacional de 24,97 pessoas por km².

## Geografia
O município de Union encontra-se localizado nas coordenadas 40° 04′ 58″ N, 81° 03′ 42″ O. Segundo a Departamento do Censo dos Estados Unidos, o município tem uma superfície total de 91.91 km², da qual 89,91 km² correspondem a terra firme e (2,17 %) 1,99 km² é água.

## Demografia
Segundo o censo de 2010, tinha 2.295 habitantes residindo no município de Union. A densidade populacional era de 24,97 hab./km². Dos 2.295 habitantes, o município de Union estava composto pelo 97,08 % brancos, o 0,44 % eram afroamericanos, o 0,17 % eram amerindios, o 0,7 % eram asiáticos, o 0,17 % eram de outras raças e o 1,44 % eram de uma mistura de raças. Do total da população o 0,57 % eram hispanos ou latinos de qualquer raça.